# Pales laevigata
Pales laevigata là một loài ruồi trong họ Tachinidae.